# Isaura Dinator
Isaura Dinator Rossel de Guzmán, más conocida como Isaura Dinator de Guzmán (Santiago, 19 de abril de 1885-ibídem, 26 de julio de 1966) fue una política, escritora, profesora y activista feminista chilena, conocida por su labor en pro de los derechos de las mujeres en el ámbito político, social y civil en Chile.

## Biografía

### Primeros años
Isaura Dinator nació en Santiago de Chile el 19 de abril de 1885 en el seno de una familia liberal. Hija de Juan de Dios Dinator y Domitila Rossel de Dinator, tuvo una hermana: Victoria Dinator Rossel de Mac-Ginty. Existen datos que indican la pérdida del padre a temprana edad.[cita requerida]

### Formación
Isaura inició sus estudios primarios en el Colegio Alemán de Santiago para luego continuarlos en la Escuela Francisco Arriarán de la red SIP (Sociedad de Instrucción Primaria). Sus humanidades las realizó en el Liceo de Niñas Santa Teresa. En abril de 1901 se recibió de Bachiller en Filosofía y Humanidades. Se matriculó en el Instituto Pedagógico de la Universidad de Chile y el 23 de diciembre de 1903 se convirtió en Profesora de Estado en Matemáticas.

## Vida profesional

### Profesorado y dirección
Se inició en la labor docente en el Liceo N°4 de Niñas Paula Jaraquemada. El 16 de mayo de 1906 se hizo cargo de la subdirección del Liceo de Niñas de Santiago N.º 2 (actual Liceo A-4 Isaura Dinator de Guzmán), siendo la segunda mujer en tomar dicho cargo en este liceo; este establecimiento surge como respuesta a la necesidad de un colegio femenino para la práctica docente de las alumnas del Instituto Pedagógico, siendo un anexo femenino del Liceo de Aplicación y fundado bajo la rectoría de Guillermo Mann Oldermann.                 
Isaura Dinator se mantuvo en el cargo de sub-dirección del Liceo 2 durante 13 años, hasta 1919. En el año 1954 dicho liceo se traslada a su actual dirección ubicado en Matucana 73, momento en el cual pasa a llevar el nombre de “Isaura Dinator de Guzmán” quien es una de las pocas Directoras que tiene ese honor en vida, a los 69 años de edad.                 
El 30 de marzo de 1919 asume la dirección del Liceo de Niñas Nº1, para mantenerse en el cargo durante 11 años hasta 1930. Este liceo experimenta una beneficiosa evolución bajo la mano de Isaura Dinator haciendo suyo en 1920 el ilustre nombre de Doña Javiera Carrera. Se introducen además en los planes de estudios las asignaturas de Artes Manuales y Economía Doméstica; el francés se hizo obligatorio mientras que el inglés y alemán eran optativos. También se inauguró un curso de post-graduadas para aquellas alumnas que no serían profesionales y donde se enseñaba: Dirección del Hogar, Contabilidad del Hogar e Idiomas; el objetivo de estos cursos era capacitar a las alumnas integralmente en la formación de esposas y madres responsables; en cambio, para alumnas cuya meta era la Universidad, se les preparaba en forma especial.                  
Isaura Dinator regó el Liceo N.º 1 con una generosa estela de cambios e innovaciones, siendo algunas de las más importantes las anteriormente mencionadas. Sin embargo, Dinator se verá enfrentada a complejas circunstancias: el 11 de abril de 1926 un voraz incendio reduce a cenizas una sección que correspondía al primer piso de las salas de Humanidades y Preparatorias que funcionaban en la calle Compañía 1360, viéndose en la necesidad de procurar un local propio al liceo labor en la cual se ve asistida por el Supremo Gobierno y el Congreso, adquiriendo la propiedad de la calle Compañía 1412 esquina de Amunátegui, casa perteneciente al General Manuel Bulnes.

## Labor política y social
Pero Isaura Dinator era una mujer múltiple y no se limitó tan solo a las aulas fue una ferviente luchadora por la emancipación de la mujer. En 1919 fundó, junto a Eloísa Díaz, Beatriz Letelier, Hayra Guerrero de Sommerville, Celinda Arregui de Rodicio, Juana de Aguirre Cerda, Carmela de Laso y Fresia Escobar, entre otras, el Consejo Nacional de Mujeres. Es también la primera mujer en formar parte del Consejo de Instrucción Pública en 1925, sentando todo un precedente liberador en la historia de la mujer chilena en la educación, y luego, miembro de la Facultad de la Filosofía, Humanidades y Bellas Artes. Ostentó además la presidencia del Taller Nacional de la Madre; la vicepresidencia de Salvation Army, Ejército de Salvación en Chile; y fue miembro de la Liga Protectora de Estudiantes Pobres y de la Junta de Auxilio Escolar.

## Vida personal
En el Instituto Pedagógico conoció a Manuel Guzmán Maturana, con quien contrajo matrimonio. Manuel Guzmán fue un diputado radical, escritor, poeta (bajo el pseudónimo Edmundo Dantes) y profesor, del cual cabe destacar su condición de masón, elegido Segundo Gran Maestro el 8 de junio de 1924; lejos de ser un impedimento para las actividades de Isaura, se convirtió en colega y apoyo, compartiendo cargos y delegaturas. Si bien no se logró hallar registro de la fecha de dicha unión, se sabe que fruto de ese matrimonio nacieron dos hijos:, Jorge Guzmán Dinator, Profesor de Derecho Constitucional de la Escuela de Derecho de la Universidad de Chile y primer director de la Escuela de Ciencias Políticas de la misma Universidad, y Eugenio Guzmán Dinator prominente bombero y masón asimismo.

### Amistades y poesía
Mantuvo amistad con la Premio Nobel de Literatura Gabriela Mistral, quien le dedica el poema Piececitos en la tercera edición de su poemario Ternura, para más tarde dedicar este mismo poema a su hijo Jorge.

### Fallecimiento
Dinator falleció el 26 de julio de 1966 en su casa de la calle Tomás Guevara de Providencia, a los 81 años, de una crisis cardíaca. Fue sepultada en la tumba familiar de los Guzmán Dinator en el Cementerio General.

## Obras
Isaura publicó en 1928 bajo la editorial Minerva, propiedad de su marido, un libro sobre métodos de enseñanza para la lectura y escritura infantil titulado El Lector de Jorge: método racional y psicológico de lectura y escritura, título surgido en honor a su hijo Jorge Guzmán Dinator. Este libro sienta un precedente en el uso estandarizado del silabario en la enseñanza en nuestro país.